# V Rising
V Rising es un juego de rol de acción y juego de supervivencia desarrollado por Stunlock Studios y publicado por Level Infinite. Anunciado por primera vez el 5 de mayo de 2021, el juego entró en acceso anticipado en Windows el 17 de mayo de 2022 y se lanzó el 8 de mayo de 2024, con una versión para PlayStation 5 lanzada posteriormente.

## Jugabilidad
V Rising se desarrolla en un mundo abierto, dividido en cinco biomas, donde el jugador controla a un vampiro recién despertado. El jugador recopila materiales, crea y mejora su equipo, y construye un castillo que actúa como su hogar. Para avanzar, los jugadores deben derrotar a varios jefes. Los jugadores también deben gestionar necesidades específicas de los vampiros, como consumir sangre regularmente y evitar la exposición al sol.

## Desarrollo
V Rising es desarrollado por Stunlock Studios utilizando el motor Unity. Se lanzó una actualización importante titulada Secretos de Gloomrot el 17 de mayo de 2023 en Steam, introduciendo varias nuevas características y mejoras.

## Recepción
El juego recibió críticas variadas, con comentarios específicos sobre su jugabilidad y diseño de personajes.